# Марика Стоянова
Марика Владимирова Стоянова е български дисидент.
Марика Стоянова е родена в село Враня стена, Радомирско, на 31 декември 1919 г. Завършила е Женското професионално училище в Земен. След Деветосептемврийския преврат като съпруга на изпратен на принудителен труд в ТВО анархист Марика Стоянова е подложена на натиск от страна на Народната милиция и Държавна сигурност. За да защити семейството и децата си, Марика Стоянова е притискана от тях да стане член на Отечествения фронт, първоначално българско политическо съпротивително движение по време на Втората световна война, което се трансформира през 1945 г. в така наречения „народен фронт“ под общ контрол на комунистическата партия, като всички партии членки с изключение на Българския земеделски народен съюз се разпадат.
Марика изпраща множество молби за освобождаване на съпруга си Димитър Ачанов въз основа на лоялността си към Народна република България. В същото време заедно с него тя възпитава децата си да имат открит и свободолюбив мироглед. Марика подкрепя сина си Ванцети Василев, когато той бяга от България през 1988 г. Марика до края на живота си пази затворническите показания на съпруга си, както и ръкописа на първата творба на сина си „Семената на страха“ въпреки риска да получи наказание от „социалистическата“ държава.